# August Lass
August Lass (né le 16 août 1903 à Tallinn à l'époque dans l'Empire russe et aujourd'hui en Estonie, et mort le 27 novembre 1962 dans la même ville) est un joueur de football international estonien, qui évoluait au poste de gardien de but.

## Biographie

### Carrière en club
August Lass joue en faveur du Tallinna Kalev puis du Tallinna JK. Il remporte au cours de sa carrière trois titres de champion d'Estonie.

### Carrière en sélection
August Lass reçoit 21 sélections en équipe d'Estonie entre 1921 et 1928.
Il joue son premier match en équipe nationale le 22 juillet 1921, en amical contre la Suède (match nul et vierge à Tallinn). Il reçoit sa dernière sélection le 23 septembre 1928, en amical contre la Lettonie (match nul 1-1 à Riga).
Il participe avec l'équipe d'Estonie aux Jeux olympiques de 1924. Lors du tournoi olympique organisé à Paris, il joue un match contre les États-Unis (défaite 1-0 au Stade Pershing).

## Palmarès
| Tallinna Kalev - Championnat d'Estonie (1) : - Champion : 1923. |  | TJK - Championnat d'Estonie (2) : - Champion : 1926 et 1928. - Vice-champion : 1927. |